# Lasioglossum buruense
Lasioglossum buruense är en biart som först beskrevs av Blüthgen 1926.  Lasioglossum buruense ingår i släktet smalbin, och familjen vägbin. Inga underarter finns listade i Catalogue of Life.